# 格倫茨巴赫河 (洛特多夫巴赫河支流)
47°43′39″N 11°18′40″E / 47.72754°N 11.31112°E

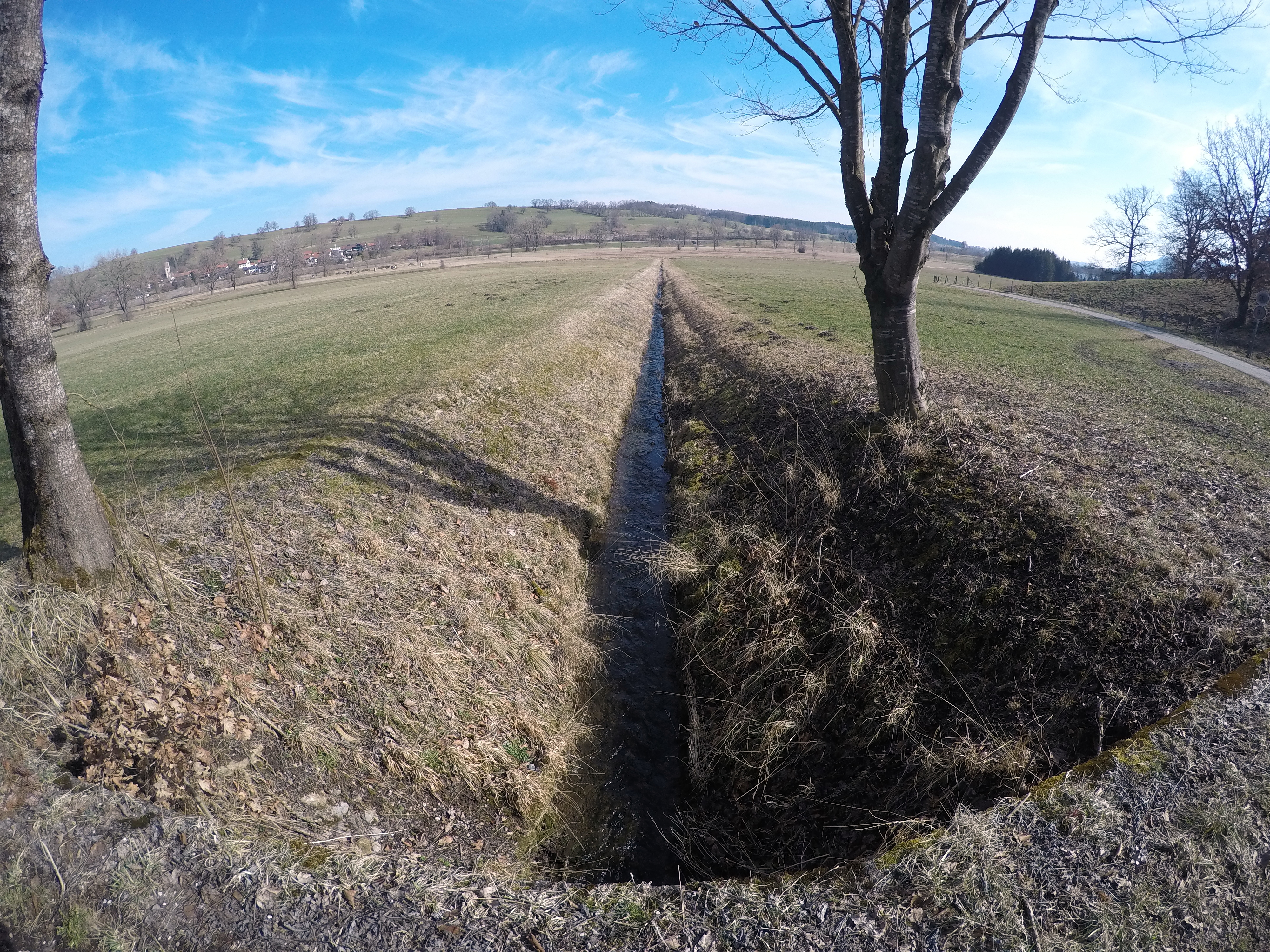

格倫茨巴赫河是德國的河流，位於該國東南部，由巴伐利亞負責管轄，屬於洛特多夫巴赫河的右支流，河道全長2公里，流經魏爾海姆-雄高縣。